# Улица Ираклия Абашидзе
Улица Ираклия Абашидзе (груз. ირაკლი აბაშიძის ქუჩა) — улица в Тбилиси, в районе Ваке. Проходит, как продолжение улицы Барнова, за Круглым сквером (бывшая площадь Ваке) до парка Ваке.
Протяжённость улицы около 1750 метров.

## История
Выделена, в 1992 году, из улицы Васила Барнова, проложенной по городской окраине в XX веке, на начальном участке тогда — Гунибской улицы.
Современное название в честь грузинского советского поэта Ираклия Абашидзе (1909—1992), жившего на этой улице.

## Достопримечательности
В начале улицы (у д. 6) стоит бюст Ираклия Абашидзе (скульптор К. Арунашвили, архитектор Георгий (Гига) Батиашвили).
д. 10 — музей «Спуматро»

## Известные жители
д. 20 (мемориальная доска)
д. 20а — Георгий Цицишвили
д. 21 — Абесалом Векуа
д. 26а — Георгий Чагелишвили
д. 54 — Гурам Топурия